# 793 هـ
793 هـ هي سنة في التقويم الهجري امتدت مقابلةً في التقويم الميلادي بين سنتي 1390 و1391.

## وفيات
- ابن زمرك